# Раздольненское сельское поселение (Крым)
Раздольненское се́льское поселе́ние (укр. Роздольненське сільське поселення, крымскотат. Раздольное кой юрту, Акъшейх кой юрту) — муниципальное образование в составе Раздольненского района Республики Крым России.
Административный центр и единственный населённый пункт поселения — пгт Раздольное (учитываемый Крымстатом как сельский населённый пункт).

## География
Поселение расположено на севере района, в степном Крыму. Граничит на севере с Чернышёвским, на востоке с Ботаническим, на юге с Ковыльновским и на западе с Кукушкинским сельскими поселениями.
Площадь поселения 4,58 км².
Основные транспортные магистрали: автодороги 35К-012 Черноморское — Воинка и 35К-015 Раздольное — Евпатория (по украинской классификации — Т-0107 и Т-0111).

## Население
| 2001  | 2009  | 2010  | 2011  | 2012  | 2013  | 2014  |
| ----- | ----- | ----- | ----- | ----- | ----- | ----- |
| 8163  | ↘7330 | ↘7312 | ↘7300 | ↗7326 | ↘7320 | ↗7352 |
| 2015  | 2016  | 2017  | 2018  | 2019  | 2020  | 2021  |
| ↗7375 | ↗7386 | ↘7382 | ↘7362 | ↘7231 | ↘7165 | ↗7231 |

## История
В начале 1920-х годов в составе Бакальского района был образован Ак-Шеихский сельсовет. 11 октября 1923 года, согласно постановлению ВЦИК, в административное деление Крымской АССР были внесены изменения, в результате которых Бакальский район был упразднён и село вошло в состав Евпаторийского района. Согласно Списку населённых пунктов Крымской АССР по Всесоюзной переписи 17 декабря 1926 года в состав Ак-Шеихского сельсовета входило 20 населённых пунктов с населением 1893 человека:
Постановлением ВЦИК РСФСР от 30 октября 1930 года был создан Ишуньский район, уже как национальный украинский и совет включили в его состав. После создания в 1935 году Ак-Шеихского района (переименованного в 1944 году в Раздольненский) — в состав нового.
Указом Президиума от 21 августа 1945 года и Ак-Шеихский сельсовет был переименован в Раздольненский сельский совет. С 25 июня 1946 года сельсовет в составе Крымской области РСФСР. 26 апреля 1954 года Крымская область была передана из состава РСФСР в состав УССР. На 15 июня 1960 года в составе совета числились населённые пункты:

| - Бабушкино - Быково - Кропоткино - Микулино 1-е - Микулино 2-е | - Новое - Портовое - Раздольное - Червоное - Чернышёво |

В том же году Раздольному был присвоен статус посёлка городского типа и сельский совет преобразовали в Раздольненский поселковый совет.
Указом Президиума Верховного Совета УССР «Об укрупнении сельских районов Крымской области», от 30 декабря 1962 года Раздольненский район упразднили и совет присоединили к Черноморскому. 1 января 1965 года, указом Президиума ВС УССР «О внесении изменений в административное районирование УССР — по Крымской области», был восстановлен Раздольненский район и сельсовет вновь в его составе. К 1 января 1968 года в составе поссовета уже числился единственный населённый пункт.
С 12 февраля 1991 года сельсовет в восстановленной Крымской АССР, 26 февраля 1992 года переименованной в Автономную Республику Крым. По Всеукраинской переписи 2001 года население совета составило 8163 человека. С 21 марта 2014 года в составе Крыма аннексировано Россией. Законом «Об установлении границ муниципальных образований и статусе муниципальных образований в Республике Крым» от 4 июня 2014 года территория административной единицы была объявлена муниципальным образованием со статусом сельского поселения.